# Prêmio Yamato de 2006
O Prêmio Yamato de 2006 foi a 4ª edição da premiação que era considerada o Oscar da Dublagem Brasileira. O evento ocorreu em 15 de julho de 2006 durante o Anime Friends.

## Informações
Em 2003, houve a categoria "Melhor Revelação" para dublador e dubladora. A categoria foi removida das edições de 2004 e 2005, mas voltou nesta edição de 2006, mas sem a distinção de gênero. Também teve a estreia da categoria "Melhor Redublagem ou Continuação".
Também houve a estreia do Troféu OhaYO!, que premiou mídias que promoviam a dublagem do Brasil. O prêmio se manteve até a edição de 2008.

## Indicados e vencedores
Fontes: 
| Prêmio Yamato de 2006 | Prêmio Yamato de 2006 |
| --- | --- |
| Melhor Dublagem - Fullmetal Alchemist (Álamo) - As Branquelas (Cinevídeo) - CSI: Investigação Criminal (Parisi Vídeo) - Madagascar (Audio Corp) - Rebelde (Herbert Richers) | Melhor Direção de Dublagem - EMPATE Patrícia Scalvi e Lúcia Helena - Chaves (redublagem) - EMPATE Miriam Ficher - Liga da Justiça sem Limites - Daniela Piquet e Márcia Gomes - 24 Horas – 3ª temporada - Hércules Fernando - Hi Hi Puffy AmiYumi - Gilmara Sanches - Pokémon - 7ª Temporada                                                  |
| Melhor Dubladora de Protagonista - Fernanda Fernandes - Kim, em Kim Possible - Erika Menezes - Ami, em Hi Hi Puffy AmiYumi - Flavia Fontenelle - Roberta, em Rebelde - Marta Volpiani - Dona Florinda, em Chaves - Selma Lopes - Marge Simpson, em Os Simpsons                                                                   | Melhor Dublador de Protagonista - Marcelo Campos - Edward Elric, em Fullmetal Alchemist - Alexandre Moreno - Leão, em Madagascar - Carlos Seidl - Seu Madruga, em Chaves - Charles Emmanuel - Shiro, em Super Esquadrão de Macacos Robôs Hiper Força Já - Waldyr Sant'anna - Homer Simpson, em Os Simpsons - 15º Temporada                    |
| Melhor Dubladora de Coadjuvante - Cecília Lemes - Chiquinha, em Chaves (redublagem) - Angelica Santos - Chloe, em 24 Horas – 3ª temporada - Lina Rossana - Minerva McGonagall, em Harry Potter e o Cálice de Fogo - Luiza Palomanes - Estelar, em Os Jovens Titãs - Marise Motta - Amanda Waller, em Liga da Justiça sem Limites | Melhor Dublador de Coadjuvante - Hermes Baroli - Roy Mustang, em Fullmetal Alchemist - Clécio Souto - Tocha Humana, em Quarteto Fantástico - Nelson Machado Filho - Quico, em Chaves - Newton da Matta - Capitão Jim Brass, em CSI: Investigação Criminal - Renato Rosenberg - Alastor "Olho-Tonto" Moody, em Harry Potter e o Cálice de Fogo |
| Melhor Redublagem ou Continuação - Pokémon - 7ª Temporada (Centauro) - Harry Potter e o Cálice de Fogo (Delart) - Liga da Justiça sem Limites (Cinevídeo) - Os Simpsons – 15º Temporada (Audio Corp) - Star Wars: Episódio III – A Vingança dos Sith (Delart)                                                                    | Melhor Revelação - Samira Fernandes - Sakura, em Sakura Wars - Alex Minei – Poke Agenda, em Pokémon - 7ª Temporada - Flora Paulita – Boo, em Boo - Luciano Monteiro – Charlie, em A Fantástica Fábrica de Chocolate - Michel Di Fiori – Max, em ABC do Amor                                                                                   |
| Melhor Narração ou Locução - Márcio Seixas - A Fantástica Fábrica de Chocolate - Leonel Abrantes - Padrinhos Mágicos - Ricardo Vooght - Liga da Justiça sem Limites - Rocha Junior - Fullmetal Alchemist - Tatá Guarnieri - Bob Esponja                                                                                          | Melhor Trilha Sonora Adaptada - Fernando Janson - Pokémon Advanced (Centauro) - A Fantástica Fábrica de Chocolate (Delart) - Harry Potter e o Cálice de Fogo (Delart) - Madagascar (Audio Corp) - Rebelde (Herbert Richers) |
| Melhor Captação de Áudio - Batman Begins (Delart) - Liga da Justiça sem Limites (Cinevídeo) - Os Simpsons (Audio Corp) - Pokémon - 7ª Temporada (Centauro) - Rebelde (Herbert Richers) | Melhor Mixagem - Madagascar (Audio Corp) - O Castelo Animado (Álamo) - Pokémon - 7ª Temporada (Centauro) - Rebelde (Herbert Richers) - Sin City - A Cidade do Pecado (Delart) |
| Melhor Tradução - Arnaldo Oka e Marcelo Del Greco - Fullmetal Alchemist (Álamo) - Felipe Araújo - Chapolin (redublagem – Studio Gabia / Amazonas Filmes) - Harry Potter e o Cálice de Fogo (Delart) - Fernando Janson - Pokémon 4 - Viajantes do Tempo (Álamo) - Dilma Machado - Sin City - A Cidade do Pecado (Delart)          | Troféu Noeli Santisteban - Eddie Van Feu (Revista Séries de TV e Seriados da TV) Troféu Anime Friends - Os Simpsons (VTI Rio, Herbert Richers, Audio Corp e Audio News) Troféu Anime Dreams - Adriana Pissardini e Ricardo Juarez Troféu OhaYO! - Christiano Torreão - Eu Adoro Filme Dublado (Orkut)                                         |